# 貫索一
北冕座π，又名BD+32 2621，HD 140716、SAO 64870、HR 5855，是北冕座的一颗恒星，视星等为5.56，位于銀經51.87，銀緯52.44，其B1900.0坐标为赤經15h 40m 2.8s，赤緯+32° 52.44′ 53″。